# Guvernantgigg

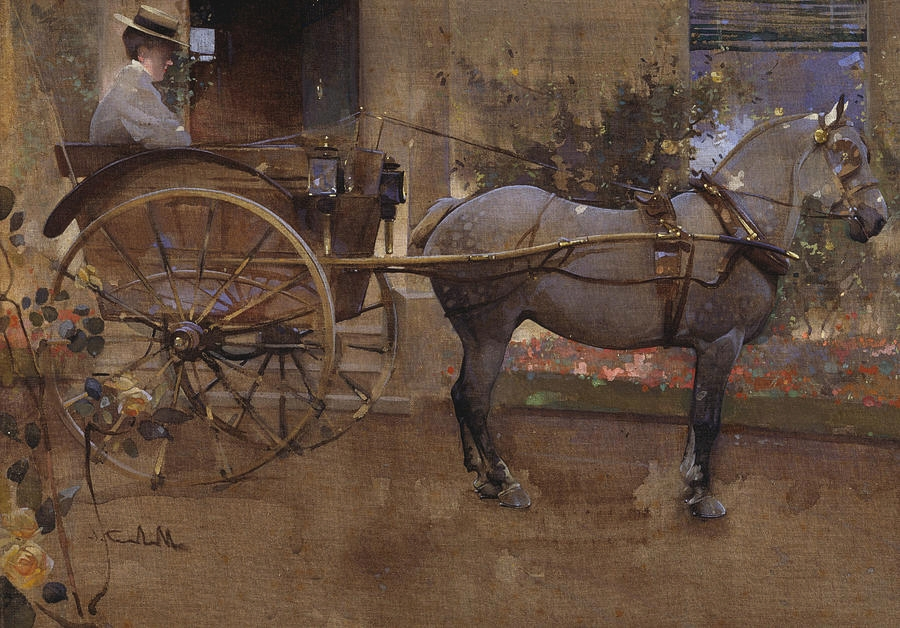
Målningen The Governess Cart av Joseph Crawhall (1861-1913).

Guvernantgiggen var en typ av gigg, en tvåhjulig, lättare typ av hästdragen vagn som främst användes under början av 1900-talet. De användes nästan uteslutet av guvernanter, privatlärare för barnen, då vagnens säten var ganska små. En del vagnar hade även dörr baktill och högre kanter för att undvika att barnen ramlade ut. på vissa ställen i England kallades dessa vagnar även för "digby" eller "jingle". 

## Historia
Guvernantgiggen började tillverkas relativt sent i jämförelse med andra hästdragna vagnar, då den inte började användas förrän runt år 1900 i Storbritannien. Guvernantgiggen skapades som ett lättare och säkrare substitut till den populära dogcarten som fått mycket kritik för de höga sätena som orsakat olyckor då folk ramlat ur dem. Hästvagnarnas guldålder var under sent 1700-tal och en bit in på 1900-talet. Målet med vagnen var att den skulle vara lätt nog för att kunna dras av en lätthanterlig, mindre typ av häst eller ponny så att även kvinnor kunde köra dem. 
Vagnen fick sitt namn av att den oftast användes av just guvernanter som använde dem för att köra sina elever på utflykter. Sätena i vagnen var även ganska små. Det fanns fyra platser, men var väldigt trång för fyra vuxna samtidigt. De höga kanterna gjorde dem även säkrare för barnen. Guvernanterna åkte med barnen i vagnen för att kunna hålla dem under uppsikt.  
Guvernantgiggen var mycket säker med låg olycksrisk tack vare de höga kanterna och den låg tyngdpunkten som gjorde att den var svårvält och lättkörd. Trots detta fick vagnarna först bara köras på landsvägar, privata vägar och mindre bakgator. Vagnarna användes bara en kort period och försvann under mitten av 1900-talet då all transport och trafik moderniserades och de hästdragna vagnarna ersattes av bilar. Då vagnarna dök upp sent så finns det än idag ganska många välbevarade exemplar av dessa vagnar. På den irländska landsbygden användes dock dessa vagnar mycket längre. De användes till och med ganska långt in på andra hälften av 1900-talet. 

## Utseende
Guvernantgiggen var en ganska liten vagn med två hjul och en ganska liten, men djup vagnskropp. Sätena satt på sidorna, två på varje sida som gav plats till fyra passagerare, även om det var något trångt med fyra vuxna. Kusken satt i sidled på en av dessa säten. Vagnen hade höga kanter som skyddade passagerarna från att ramla ur vagnen. Bakdelen på vagnen var ibland lägre eller med en dörr baktill och ett fotsteg för att de skulle vara lätta att kliva på och ur. Problemet med vagnen var att avstigningen baktill gjorde det svårare att hålla kontroll på hästen då föraren var tvungen att släppa tömmarna vid urstigning. Kuskens sittplats under körningen försvårade även då denne var tvungen att sitta halvt vriden, vilket inte bara gjorde det svårare att kontrollera hästen, men kunde även vara obekvämt under långa resor.  
Hjulen var medelstora och utrustade med stänkskydd och hängde oftast på en elliptiska stötdämpare som gjorde vagnen både säkrare och bekvämare att åka i. Vagnen är försedd med vinkelaxel och får därvid en mycket låg, men stabil tyngdpunkt vilket gjorde att den var svårvält. Guvernantgiggarna målades sällan utan istället slipades de och lackades. En del vagnar hade kroppar gjorda av flätad korg för att göra dem lättare, och en del modeller hade även avtagbara suffletter eller tak av trä eller kanvas.